# Hutchinsoniella
Hutchinsoniella is een monotypisch geslacht van strijkboutkreeftjes uit de familie van de Hutchinsoniellidae.

## Soort
- Hutchinsoniella macracantha Sanders, 1955